# 金塔尼利亚德乌尔斯
金塔尼利亚德乌尔斯，是西班牙卡斯蒂利亚-莱昂萨莫拉省的一个市镇。 总面积10平方公里，总人口152人（2001年），人口密度15人/平方公里。